# Hineuki
Hineuki (Hinakeʻuki) était une noble hawaïenne. Elle a été nommée d'après la déesse Hina. Hina est une déesse de la lune dans la religion des anciens Hawaïens.
Les parents de Hineuki étaient Aliʻiponi et sa femme Hinamaileliʻi (Hinamaiheliʻi). Le mari de Hineuki était son demi-frère Kukohou (ils ont eu la même mère), et leur mariage était sacré, selon les coutumes hawaïennes. Kukohou et Hineuki étaient les parents du chef Kaniuhu, qui était un successeur de son père. Le petit-fils de Hineuki était le chef Kanipahu.
Le second mari de Hineuki s'appelait Pokai; ses parents sont inconnus. Leur fille était Alaʻikauakoko d'Oahu. Hineuki est morte à Hawaï et elle a été enterrée là-bas.